# غار یخی انگول
غار یخی انگول یکی از غارهای استان قزوین به‌شمار می‌رود. این غار یک دهنه به لحاظ زمین‌شناسی بر اساس لغزش سنگ‌های دولومیت بخش غربی کوه به وجود آمده و جز غارهای انحلالی به‌شمار نمی‌رود. غار انگول از غارهای دوره دوم زمین‌شناسی به‌شمار می‌رود و به دلیل فعالیت و حرکت تکنونیکی منظم ایجاد شده‌است.
دهانه این غار حدود یک متر طول و نیم متر عرض دارد. حشرات کوچک و پروانه‌های تیره رنگ پوشش جانوری این غار را تشکیل می‌دهد و اطراف آن درخچه‌های کوچک کاج قرار گرفته‌اند.

## موقعیت جغرافیایی
غار انگول با در طول شرقی با درجه ۴۹/۵۱/۱۵ و در عرض شمالی با درجه ۳۶/۱۱/۵۸ قرار گرفته‌است. این غار در سه کیلومتری شمال روستای دینک بخش کوهین در ارتفاع ۱۹۷۲ متر از سطح دریا ایجاد شده‌است.
برای رسیدن به این غار باید به سمت شمال غرب قزوین حرکت کنیم، پس از گذشت حدود ۴۰ کیلومتر از شهر و ۲۸ کیلومتر از شهر آقابابا در شمال روستای اینک می‌توانیم کوه و غار درون آن را مشاهده کنیم.